# Amis (langue)
Pour les articles homonymes, voir Amis (homonymie).
L’amis (en chinois : 阿美語 ; pinyin : Āměiyǔ), appelé aussi le pangcah (prononcé /pant͡saʜ/ ; en chinois : 阿美語 ; pinyin : Bāngcháyǔ), est une langue austronésienne parlée par les Amis (201 445 locuteurs), l’un des peuples aborigènes dans l’est et le sud de l’île de Taïwan. Cette langue appartient au sous-groupe du paiwan, à la branche formosane des langues austronésiennes relevant du groupe malayo-polynésien.

## Histoire
Les Amis s’identifient comme Pangcah. Le premier terme, qui signifie « nord », est utilisé par les autres groupes ethniques et les Amis qui se trouvent dans le sud de l’île de Taïwan. Pour la plupart, l’ethnie Amis se nomme plus souvent Pangcah qui désigne l’homme du même groupe.
La culture et l’histoire des Amis se sont en grande part transmises sous forme orale. À cause de la hiérarchie traditionnelle, les gens les plus âgés sont les seuls garants de leur culture traditionnelle. Leur parole est donc la plus précieuse. En plus, à cause des colons japonais et des missionnaires chrétiens qui leur ont succédé au XXe siècle, tous ces facteurs ont conduit à la romanisation de cette langue. 

## Phonétique

### Dialectes
L’amis comporte cinq dialectes selon les différents territoires :
’Amisay a Pangcah se parle par le groupe du nord vivant dans la plaine de Hualien (en chinois : 北部阿美语) ;
Siwkolan ’Amis se parle par le groupe du centre qui comprend les Amis de la rivière Xiuguluan se situant à l’ouest de la cordillère côtière dans la région de Tafalog et Fataan (en chinois : 中部阿美语) ;
Psawalian Pangcah se parle par le groupe vivant près de la cote, à l’est de la cordillère (en chinois : 海岸阿美语) ;
Farangaw Amis se parle par le groupe du sud, à savoir les Amis de Falagaw, vivant entre Chenggong et la plaine de Taitung, et les Amis de Beinan (en chinois : 马兰阿美语) ;
Palidaw ’Amis se parle par le groupe vivant sur la péninsule de Hengchun (en chinois : 恒春阿美语). 

### Écriture et orthographe
L’orthographe n’est pas standardisée, il existe donc des variations selon les sources.

Généralement, les lettres utilisées sont : a, c, d, e, f, h, i, k, l, m, n, o, p, r, s, t, w, et y.

L’apostrophe est utilisée pour représenter les consonnes glottales et épiglottales /ʔ/ et /ʡ/.

Le diagraphe « ng » est aussi utilisé pour représenter la consonne /ŋ/, mais certaines sources utilisent la lettre « g ».

Le phonème /u/ est parfois retranscrit « u ».

« x » et « z » sont aussi utilisé pour retranscrire certains sons périphériques.

### Voyelles
|         | Antérieure | Centrale | Postérieure |
| ------- | ---------- | -------- | ----------- |
| Fermée  | i [i]      |          | o [u]       |
| moyenne |            | e [ə]    |             |
| Ouverte |            | a [a]    |             |

Le degré d’ouverture de /u/ est variable. Sa prononciation peut parfois se rapprocher d’une voyelle moyenne /o̞/.

La voyelle /ə/ est plus courte que les autres, elle peut disparaître à l’oral, aboutissant à la formation de groupes consonantiques (comme pour cecay 'un', généralement prononcé /tstsaj/ et parfois écrit ccay).

### Consonnes
|               |               | Bilabiale | Dentale | Latérale | Palatale | Vélaire  | Épiglotalle | Glottale |
| ------------- | ------------- | --------- | ------- | -------- | -------- | -------- | ----------- | -------- |
| Occlusives    | Occlusives    | p [p]     | t [t]   |          |          | k [k]    | ' [ʡ]       | ' [ʔ]    |
| Occlusives    | Occlusives    |           | c [t͡s]  |          |          |          |             |          |
| Fricatives    | Fricatives    | f [f]     | s [s]   | d [ɫ]    |          |          | h [ʜ]       |          |
| Nasales       | Nasales       | m [m]     | n [n]   |          |          | ng~g [ŋ] |             |          |
| Liquides      | Liquides      |           | r [r]   | l [ɺ̠]    |          |          |             |          |
| Semi-voyelles | Semi-voyelles | w [w]     |         |          |          | j [j]    |             |          |

La glottale /ʔ/ et l'épiglottale /ʡ/ ne sont pas distinguées à l’écrit.
/f/ et /ɬ/ possèdent trois allophones respectivement selon la région.

/f/ peut se prononcer /b/ ou /v/. Pour les locuteurs venant du nord, ça se prononce plus proche de /b/ ; pour les locuteurs du sud, ça se prononce plus près de /f/.

Quant à /ɬ/, il peut être aussi prononcé /d/ ou /ð/. Comme pour la prononciation de /f/, plus on va vers le nord, plus elle est proche de /d/; plus sud, plus proche de /ɬ/.
Les consonnes dentales /s/ et /t͡s/ peuvent devenir des consonnes palato-alvéolaires /ʃ/ et /t͡ʃ/ devant un /i/.
Il existe aussi deux phonèmes plus périphériques que l’on retrouve dans certains emprunts :

/x/~/ɣ/ écrit « x » que l’on retrouve dans des mots comme rixi’ ‘murette de rizière’ ou ‘xiw ‘encens’, parfois prononcé /ʜ/.

/z/ écrit « z » que l’on retrouve dans des mots comme zo ‘éléphant’ ou zakaimo ‘pomme de terre’, parfois prononcé /s/. Ce phonème se retrouve aussi dans le dialecte Sakizaya, parfois considéré comme une langue distincte.

## Phonologie
En phonologie, contrairement au chinois, l’amis n’est pas une langue tonale. Et la structure syllabique peut être V, CV, VC et CVC, dont la base est CVC. C’est-à-dire qu’une voyelle doit prendre les consonnes autour pour construire une syllabe. Les chaînes de syllabes les plus typiques sont CV(C)CV(C)……C.
À cause de cette demande, en amis, il existe 2 sortes épenthèses, soit l’apparition d’une consonne non étymologique dans un mot :
Premièrement, il faut ajouter une consonne glottale /ʔ/, (’) à l’écriture, si c’est un mot avec une voyelle initiale (par exemple, ama → ’ama’ ‘père’) ou dans une syllabe ouverte, à savoir s’il n’y a qu’une voyelle à la fin (par exemple, maan → ma’an ‘quoi, que’).
Deuxièmement, l’ajout d’une consonne comme élément de transition dans les deux cas suivants :
1)  quand la voyelle haute et fermée /i/ précède la voyelle /a/ ou /o/, il est obligatoire d’ajouter la consonne /j/ : niah → niyah ‘soi-même’ ;
2)  quand la voyelle arrondie /o/ est devant la voyelle non-arrondie /a/ ou /i/, il faut ajouter la consonne /w/ : koa → kowa’ ‘papaye’. 

## Syntaxe
En syntaxe, les structures des phrases actives sont ordonnées « VSO ». Ce qui signifie que le verbe est placé souvent en tête suivi du sujet et des compléments. Mais dans une phrase passive, c’est le complément d’agent qui suit le verbe et le sujet est à la fin de la phrase, à savoir « VOS ».
| La phrase active :                |     |       |     |      |
| Mikalat                           | ko  | waco  | to  | posi |
| mordre-ACT                        | NOM | chien | ACC | chat |
| ‘Le chien mord le chat.’          |     |       |     |      |
| La phrase passive :               |     |       |     |      |
| Makalat                           | no  | waco  | ko  | posi |
| mordre-PASS                       | GÉN | chien | NOM | chat |
| ‘Le chat est mordu par le chien.’ |     |       |     |      |